# Fusillade de l'université d'Oikos
La fusillade de l'université d'Oikos est une tuerie en milieu scolaire qui s'est déroulée le 2 avril 2012. Un homme armé tira sur des gens à l'intérieur de l'Université d'Oikos, une université chrétienne américaine située à Oakland, en Californie,.
Le nombre de décès est de sept, ce qui fait de ce massacre le troisième plus mortel perpétré dans une université aux États-Unis avec celui de l'Université d'État de Californie à Fullerton (après la Fusillade de l'université Virginia Tech et le massacre de l'université du Texas).
Un homme de 43 ans, One L. Goh, ancien étudiant de cette école, a été placé en détention et identifié comme auteur de la fusillade.

## Déroulement
La fusillade s'est déroulée à environ 10h30, le 2 avril 2012, quand un homme armé a ouvert le feu sur le campus de l'université, située dans une zone industrielle dans l'est d'Oakland. Selon la police, il s'était rendu à l'université dans le but de s'entretenir avec une administratrice, mais, apprenant qu'elle n'était pas là, il a alors traversé le bâtiment en tirant sur des personnes au hasard. L'attaquant a continué à tirer des coups de feu en fuyant du campus et a été appréhendé quelques heures  plus tard par les autorités tout près d'Alameda, à environ huit kilomètres de la fusillade et s'est rendu.

## Tireur
Le tueur, un homme de 43 ans nommé One L. Goh, est un ancien étudiant de l'université d'Oikos. Il résidait à Oakland lors de l'attaque. D'origine sud-coréenne, il partit avec ses parents et ses deux frères aînés aux États-Unis lorsqu'il était encore jeune. Par la suite, il sera naturalisé citoyen américain. Une fois aux États-Unis Goh déménagea plusieurs fois avant d'arriver à Oakland. Lorsqu'il était étudiant à l'université d'Oikos, il eut des problèmes disciplinaires qui eurent pour conséquence son renvoi et ce, quelques mois avant la fusillade. Howard Jordan (en), le chef de la police d'Oakland, dit que le suspect était en colère à cause de sa récente expulsion. Jordan déclare aussi que le suspect était bouleversé parce que les autres étudiants s'en prenaient à lui car il ne parlait pas bien anglais.

## Victimes
Il y a eu sept morts et trois blessés.
Parmi les morts, il y six femmes et un homme dont :
- Tshering Rinzing Bhutia (38 ans)[6]
- Kathleen Ping (24 ans)[6]
- Lydia H. Sim (21 ans)[6]
- Grace Eunhae Kim (23 ans)
- Doris Chibuko (40 ans)
- Sonam Choedon (33 ans)
- Judith O. Seymore (53 ans) [7]

Parmi les blessés :
- Dawinder Kaur